# San Sebastián Número Dos
San Sebastián Número Dos är en ort i Mexiko.   Den ligger i kommunen Guasave och delstaten Sinaloa, i den västra delen av landet, 1 200 km nordväst om huvudstaden Mexico City. San Sebastián Número Dos ligger 30 meter över havet och antalet invånare är 613.
Terrängen runt San Sebastián Número Dos är mycket platt. Runt San Sebastián Número Dos är det ganska tätbefolkat, med 100 invånare per kvadratkilometer. Närmaste större samhälle är Guasave, 13,7 km sydväst om San Sebastián Número Dos. Trakten runt San Sebastián Número Dos består till största delen av jordbruksmark.